# Sorenson Glacier
Sorenson Glacier är en glaciär i Antarktis. Den ligger i Västantarktis. Inget land gör anspråk på området. Sorenson Glacier ligger 201 meter över havet.
Terrängen runt Sorenson Glacier är kuperad söderut, men norrut är den platt. Trakten är obefolkad. Det finns inga samhällen i närheten.